# Chapelle Saint-Germain de Querqueville
La chapelle Saint-Germain de Querqueville est un édifice catholique préroman construit en hauteur sur le littoral nord du Cotentin, à proximité de Cherbourg, sur le territoire de l'ancienne commune française de Querqueville, dans le département la Manche, en région Normandie.
La chapelle, qui est considérée être le plus ancien édifice religieux du département, est classée au titre des monuments historiques.

## Localisation
La chapelle Saint-Germain est située à six mètres au nord de l'église paroissiale Notre-Dame de Querqueville, commune déléguée au sein de la commune nouvelle de Cherbourg-en-Cotentin, dans le département français de la Manche, au milieu des tombes formant un enclos paroissial. Bâtie à 48 mètres d'altitude, et à 600 mètres du rivage, elle surplombe la côte nord du Cotentin avec une vue panoramique de 180°, de la Rade de Cherbourg à l'est à Omonville-la-Rogue à l'ouest.

## Toponymie
Querqueville, qui doit son nom à la chapelle, Kerkevilla sur une charte du XIIe siècle, du norrois kirkja, « église », et du terme ville soit le domaine de l'église.

## Historique
La chapelle, construite entre le IXe et le XIe siècle, est placée sous le patronage de Germain le Scot,. D'après les fouilles archéologiques réalisées entre 1975 et 1977 elle est édifiée sur une première église paléochrétienne,.
Trois fondations paléochrétiennes de lieu de culte datées entre le IVe et le VIe siècle sont attestées par l'archéologie dans le diocèse de Coutances : Saint-Pair-sur-Mer, Portbail et Saint-Germain de Querqueville.
Le cimetière est ancien, certaines tombes sont paléochrétiennes, des éléments archéologiques argumentent sa constitution autour du premier édifice. La construction préromane, avec l'ajout des trois absides, se fait partiellement sur ce cimetière. Les sarcophages anciens retrouvés dans l'église sont en dehors de l'édifice primitif, dans la croisée, le transept et le chœur.
Dans le pouillé du diocèse de Coutances, rédigé en 1332, il est fait mention de l'église paroissiale Notre-Dame associée à un autre sanctuaire, « chapelle Saint-Germain sise dans le cimetière » (capella Sancti Germani sita in cimiterio),
.
La tour-clocher carré actuel, d'époque classique, décidé en 1615 et construit en 1655 sur la croisée, chemise le clocher ancien, de la fin du Xe siècle qui est bien préservé intérieurement, et qui devait également servir d'amer pour les navigateurs. Il est destiné à abriter les cloches de l'église paroissiale proche, Notre-Dame, en mauvais état. C'est de cette époque, XVIIe, que sont datés les moules de cloches dégagés par les fouilles dans la nef et à l'entrée du transept. Des preuves archéologiques d'incendie sont retrouvées sans qu'il soit possible de dater et de dire l'importance de cet évènement.

### Dédicace
Ce sanctuaire est dédié à saint Germain à la rouelle. L'hagiographie du saint le fait débarquer dans la deuxième moitié du Ve siècle sur sa roue des côtes irlandaises à Diélette où il terrasse un dragon au trou Baligan avant d'intervenir à Saint-Germain-sur-Ay, Carteret et Querqueville de la même manière. Vingt communes ou paroisses du Diocèse de Coutances sont en lien actuel ou ancien avec ce nom. Dans le nord-Cotentin les douze églises sont en hauteur, soit en bord de mer soit sur le versant maritime des collines où elles sont situées. Cette localisation illustre l'hagiographie de l'évangélisateur débarqué sur la côte occidentale du Cotentin et sa présence trois mois avant de rejoindre le Bessin.

## Description
La chapelle est strictement orientée et de petite taille : 13 m sur 11 m et 3,50 m de hauteur sous les voutes. L'originalité de la chapelle préromane réside en son plan tréflé, assez rare, qui date des environs de l'an mil,. Construite en schiste, elle est composée d'une courte nef rectangulaire lambrissée à laquelle est adjoint à l'est un ensemble trilobé de trois absides égales, semi-circulaires, voûtées d'un berceau et d'un cul-de-four, dont deux forment les bras du transept et celle du milieu le chevet. La croisée carrée est surmontée d'un clocher qui repose sur quatre piles parallélépipédiques séparées de l'arc qu'elles soutiennent par un simple taloir sans chapiteau. À noter que la plupart des consoles soutenant les arc de la croisée utilisent pour leurs conceptions un calcaire coquillier appelé localement « tuf de Sainteny ». L'utilisation structurante de ce matériau, utilisé dans les églises édifiées en Cotentin aux environs de l'an Mil, provient principalement de la réutilisation de fragments de sarcophages extraits sur le site même d'édification de ces sanctuaires, et constitue ainsi, dans chaque cas, l'indice de la préexistence de nécropole du haut Moyen Âge sur le lieu même, où à proximité immédiate.
Le clocher est hétérogène, à sa base les murs appareillés en opus spicatum sont datables de la construction des trois absides, au-dessus la partie moyenne se termine à l'intérieur par une coupole dont le sommet intérieur est à onze mètres, la partie supérieure, caractérisée par son appareillage d'angle et les bandes encadrant de hautes fenêtres aveugles, correspond aux travaux du XVIIe. Il culmine à dix-sept mètres, certains trouvent qu'il dépare ce petit édifice roman,. Le clocher ancien, de la fin du Xe siècle, bien préservé intérieurement, devait également servir d'amer pour les navigateurs comme celui de Vauville et probablement celui de Gatteville qui datent l'un et l'autre du XIe siècle et sont avec Querqueville les plus anciens clochers conservés dans la presqu'île du Cotentin. Les murs de 70 cm sont constitués de plaquettes de schiste disposées horizontalement pour la nef et en opus spicatum pour les trois absides du chevet. Le niveau du sol de la nef est à 90 cm au-dessous du seuil actuel de la façade occidentale, l'accès se fait par quelques marches, elle est éclairée par quatre fenêtres ogivales plus tardives. Un narthex existait contre la façade occidentale au XVIe siècle, des fondations romanes en sont retrouvées par les fouilles de 1976 et 1977,. À la croisée du transept, on peut voir au sol la dalle funéraire, inscrite au titre objet aux monuments historiques, de messire Pierre-Augustin Barbou (1720 - 7 mai 1753), chevalier, 
seigneur-patron du lieu.

### L'édifice paléochrétien
Les fouilles archéologiques, réalisées entre 1975 et 1977, permettent de retrouver presque dans son intégralité le contour de l'église mérovingienne. Les murs, constitués de petits blocs d'arkose brunâtre soigneusement taillés et maçonnés en assises horizontales liés au mortier de chaux, ne font que 50 cm d'épaisseur. Ils dessinent une nef quadrangulaire de 7 m de long sur 4,50 m de large environ, prolongée à l'est par un chœur plus étroit carré à chevet plat, retrouvé dans la croisée du transept. L'extrémité occidentale est de niveau avec le cimetière dont le sol parait avoir été rehaussé au XVIIIe siècle. L'épaisseur des murs évoque un édifice assez léger probablement partiellement en bois. Cet ensemble constitue un plan basilical simple avec une nef rectangulaire et une petite abside carrée emboîtée, le tout d'une longueur d'environ 10 m, partagé par d'autres églises du haut Moyen Âge. Le Livre Noir de la cathédrale de Coutances, rédigé au XIIe siècle, précise que l'évêque Robert, revenu en 1024 prendre possession de son siège épiscopal, ne trouva qu'un édifice « rudis et imbecillis », grossier et fragile.

## Le mobilier

### Découvertes archéologiques
De nombreuses sépultures et sarcophages furent dégagés, dont six antérieurs à la construction de l'édifice roman et datant de la période mérovingienne. Ces derniers, en calcaire coquillier, et dont les couvercles ont été retirés et réemployés vers l'an mil dans la chapelle de plan triconque venue remplacer l'édifice antérieur, étaient répartis de façon organisé sur le périmètre extérieur de l'édifice ancien, selon une orientation cohérente et sans chevauchement réciproque. 
Six monnaies de différentes époques, du XIe à la révolution sont retrouvées, les deux plus anciennes sont une obole du comté de Penthièvre, au nom d’Étienne Ier (1093-1138), frappée à Guingamp et un rare denier normand du XIe datant des ducs Richard, ancêtres de Guillaume le Conquérant, frappée à Rouen. Deux morceaux d'outil, une lame de couteau de type mérovingien et un manche en os gravé de très ancienne facture confirment l'antiquité du site.

### Mobilier et décor actuel
Des éléments de peinture murale sont encore visibles en partie recouverts par un enduit ancien : trois personnages sur le mur sud du choeur et un faux appareil rectangulaire à double trait de couleur brun rose centré sur une fleur à cinq pétales.
Au moment des fouilles des années 1970 la nef, le carré du transept et une partie du chœur sont dallés, le sol des deux croisillons est en terre battue.
Une statue de saint Clair, l'évangélisateur de Cherbourg et du Cotentin au IXe siècle, en bois polychrome du XVIIIe vient de la chapelle Saint-Clair de Nacqueville vendue à la Révolution. Une autre statue en pierre polychrome du XVe représente saint Hélier décapité, ermite céphalophore évangélisateur de Jersey au VIe siècle. Un crucifix en bois polychrome du XVIe est accroché au mur nord de la nef.

## Protection
La chapelle Saint-Germain est classée par avis de classement du 21 janvier 1850 et par liste de 1862.